# Segeln (Special Olympics)

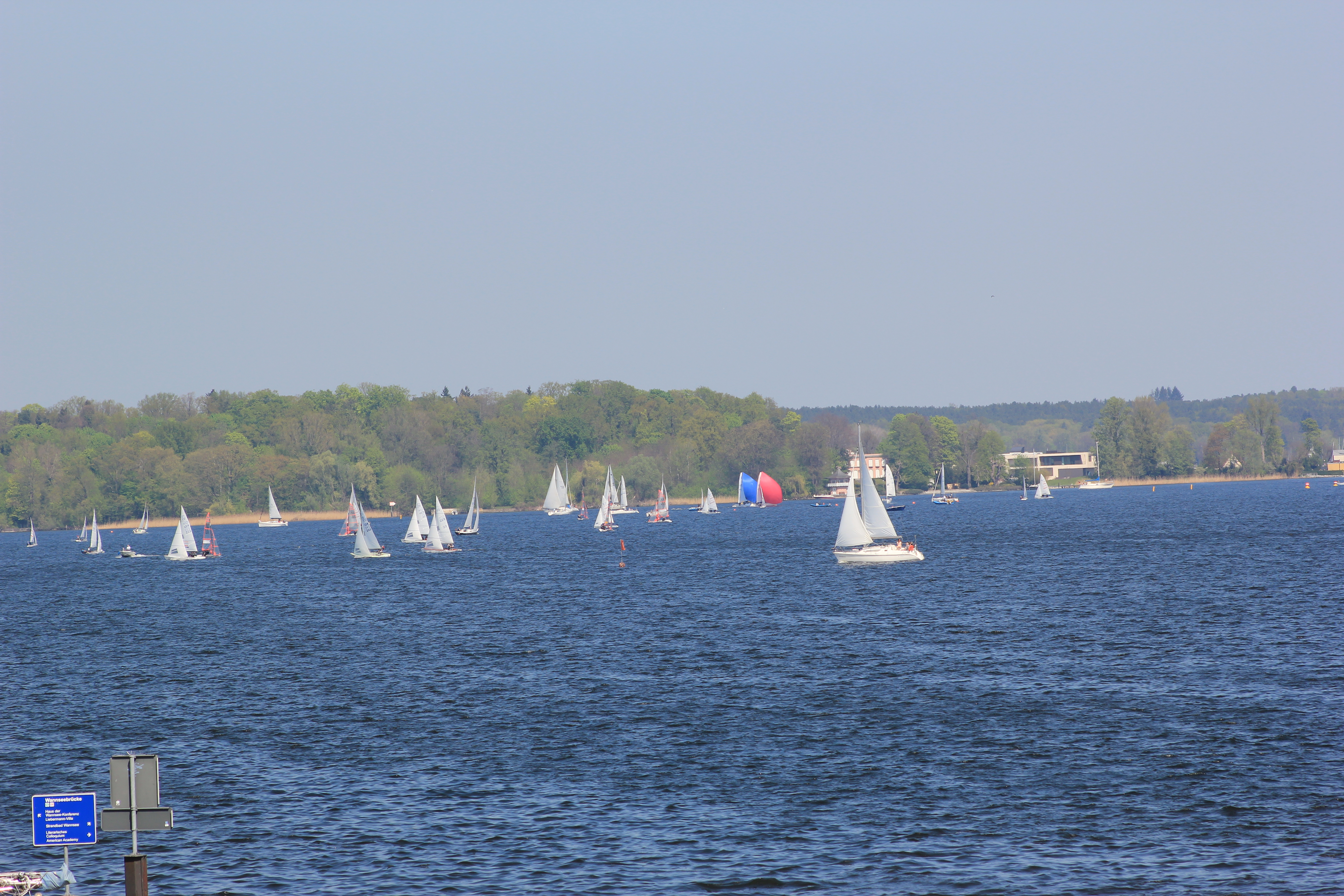
Segeln auf dem Wannsee, dem Austragungsort der Special Olympics World Summer Games 2023 für Segeln

Segeln (Special Olympics) ist eine Sportart, die auf den Regeln von Segeln beruht und in Wettbewerben und Trainingseinheiten der Organisation Special Olympics weltweit für geistig und mehrfach beeinträchtigte Menschen angeboten wird. Segeln ist seit 1995 bei Special Olympics World Games vertreten.

## Allgemeines
Ziel ist es, das Boot durch einen Segelkurs zu steuern und das Ziel in möglichst geringer Zeit zu erreichen.

## Regeln
Es werden die Regeln der International Sailing Federation (ISAF) angewendet, soweit sie nicht im Widerspruch zu den offiziellen Special Olympics Sportregeln für  Segeln oder zu Artikel 1 der Sportregeln stehen. So können Special Olympics Wettbewerbe nach weltweit gültigen allgemeinen Standards abgehalten werden. Nicht angewendet wird aber die Vorschrift A2, die das Boot mit dem niedrigsten Ergebnis ausschließt.

## Besonderheiten bei Special Olympics
Segeln ist zwar bereits seit 1995 eine offizielle Sportart bei Special Olympics International, aber noch nicht bei Special Olympics Deutschland (Stand Mai 2022).
Vor den eigentlichen Wettbewerben finden Klassifizierungsrunden statt, damit die Athleten in möglichst leistungshomogene Gruppen eingeteilt werden können. Bei Special Olympics gibt es im Segeln fünf unterschiedliche Leistungsniveaus. Sie unterscheiden sich darin, für welche Aufgaben die Athleten und Athletinnen Verantwortung tragen. In Level 1 ist die Sportlerin oder der Sportler für den Trimm des Vorsegels in einem Unified-Team verantwortlich, auch Level 2 ist ein Unified Sport. In Level 3 sind keine Unified Partnerinnen oder Partner mit an Bord, aber ein Coach, in Level 4 fällt auch dieser weg und das ganze Team besteht aus Athletinnen oder Athleten. in Level 5 ist keinerlei Hilfe mehr vorgesehen, die Athletin oder der Athlet ist ganz auf sich gestellt.

## Wettkämpfe
Angeboten wird das Segeln allein und in Teams von zwei oder drei Personen.

## Angebot bei Special Olympics World Games
Segeln ist seit 1995 bei Special Olympics World Games vertreten. 2011 nahmen 4.237 Athletinnen und Athleten an Segelwettbewerben von Special Olympics teil, die von 26 nationalen Organisationen von Special Olympics veranstaltet wurden.
Zu den Special Olympics Sommerspielen 2023 wurden 45 Athleten und 33 Unified-Partner erwartet. Es fand am Wannsee statt.
Für Special Olympics Deutschland gingen die Athletin Johanna Heins und die Athleten Alexander Knaub und Phil-Mathis Leiß an den Start. Das Team wurde durch die Unified-Partnerin Nora Neuroth und die Unified-Partner Christian Bodler und Hans-Jürgen Leiß vervollständigt. Head Coach (Cheftrainer) Sebastian Fabien und Trainerin Stefanie Heins waren für das Team zuständig.

## Erfolgreiche Athletinnen und Athleten
- Johanna Heins